# 寻汉计
《寻汉计》（英語：Miss Mom），2021年中国大陆喜剧片，导演唐大年，监制田壮壮，主演任素汐、李保田、王子川。

## 剧情
该片讲述离婚女青年王招怀孕保胎的故事。

## 演员
- 任素汐 出演 王招
- 李保田 出演 姥爺
- 王子川 出演 杜威
- 李勤勤 出演 王招媽
- 张本煜 出演 侯英杰